# 상황후 미치코
상황후 미치코(일본어: 上皇后美智子, 1934년 10월 20일 ~ )는 일본의 125대 천황 아키히토의 황후이다. 결혼 전의 이름은 쇼다 미치코(일본어: 正田美智子)이며 자녀로는 나루히토 천황, 후미히토 친왕, 구로다 사야코가 있다. 일본적십자사 명예 총재와 국제 아동 도서평의회 명예 총재이기도 하다.
2019년, 아키히토가 퇴위하여 상황후(上皇后)가 되었다.

## 약력
- 1934년 도쿄도에서 태어남.
- 1957년 로마 가톨릭 교회학교인 성심여자대학(일본어: 聖心女子大学) 문학부 외국어외국문학과에서 영문학을 전공하였으며, 졸업식에서 대표로 답사를 읽었다. 대학원 진학도 희망하고 있었지만, 양친의 뜻에 따라 신부수업에 들어감.
- 1957년 8월, 가루이자와에서 열린 테니스 토너먼트 대회에서 당시 황태자였던 아키히토를 만났다. 이른바 테니스 코트의 만남으로 잘 알려진다.
- 1958년 11월 27일, 궁내청은 황실 회의가 쇼다 미치코를 황태자비로 맞이하는 사항을 가결했다고 발표. 이른바 미치(미치코 황후의 애칭) 붐이 일어난다.
- 1959년 4월 10일, 황태자 아키히토와 혼인, 메이지 시대 이후 처음으로 평민 출신의 황태자비가 되었다.
- 1960년 2월 23일, 첫 아들 나루히토가 태어남.
- 1963년 3월 22일, 임신 3개월 정도였던 황태자비가 도쿄에서 낙태 수술을 받았다고 보도.
- 1965년 11월 30일, 둘째 아들 후미히토가 태어남.
- 1969년 4월 18일, 딸 사야코가 태어남.
- 1986년 3월, 자궁근종의 수술을 받음.
- 1989년 1월 7일, 아키히토 황태자가 천황으로 즉위하면서 황후로 즉위.
- 1993년 10월 20일, 만 59세의 생일에 아카사카 어소에서 쓰러져 실어증에 걸렸다. 다음해에 회복.
- 2007년, 장벽에서 출혈이 발견되었으나 스트레스성이라고 진단되었다. 통상의 공무와 함께 요양한 결과 회복되었다고 발표.
- 2019년 5월 1일, 나루히토가 즉위하여 상황후가 되었다.

## 가족 관계

### 부모 · 형제
- 조부 : 쇼다 테이이치로(正田 貞一郎, 1870 ~ 1961) - 사업가, 닛신 제분(日清製粉)의 창업자.
- 조모 : 쇼다 기누(正田きぬ, 1880 ~ 1970)
  - 아버지 : 쇼다 히데사부로(正田英三郎, 1903 ~ 1999)
- 외조부 : 소에지마 쓰나타케(1881 ~ 1941)
- 외조모 : 소에지마 아야(副島アヤ)
  - 어머니 : 쇼다 후미코(正田富美子, 1909 ~ 1988)
    - 오빠 : 쇼다 이와오(正田巌, 1931 ~ ) - 전 일본 은행 감사
    - 여동생 : 안자이 에미코(安西恵美子)
    - 남동생 : 쇼다 오사무(正田修, 1942 ~ ) - 사업가, 닛신 제분 대표이사 회장
    - 사촌 : 쇼다 아키라 - 게이오기주쿠 대학 법학(경제법) 명예교수

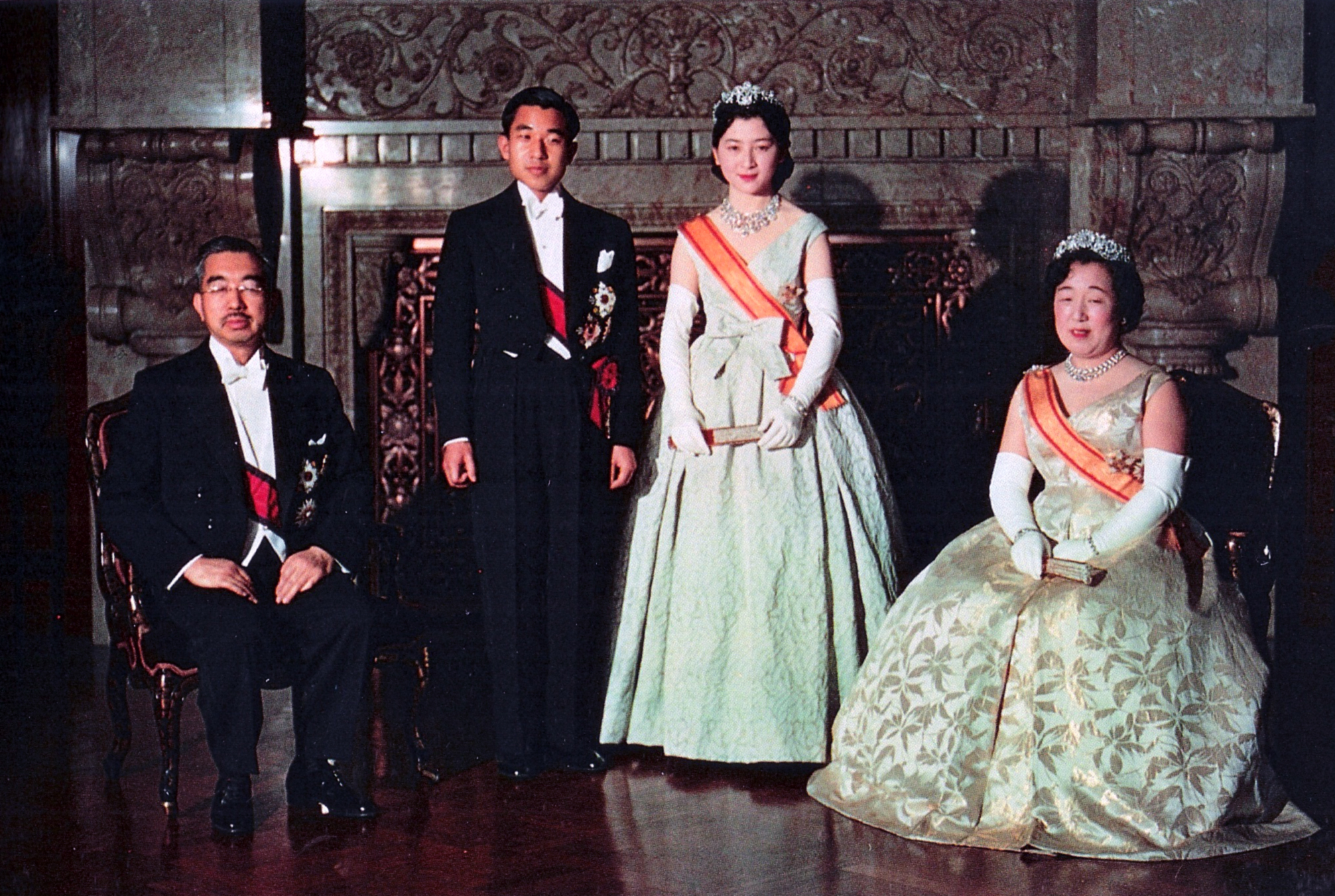
조현례를 끝마친 아키히토 부부와 쇼와 천황 및 고준 황후 (1959년 4월)

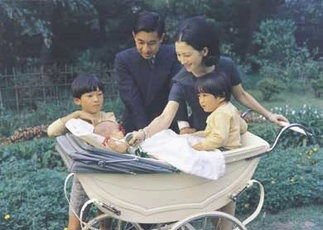
아키히토 부부와 세 자녀의 모습 (1969년 9월)

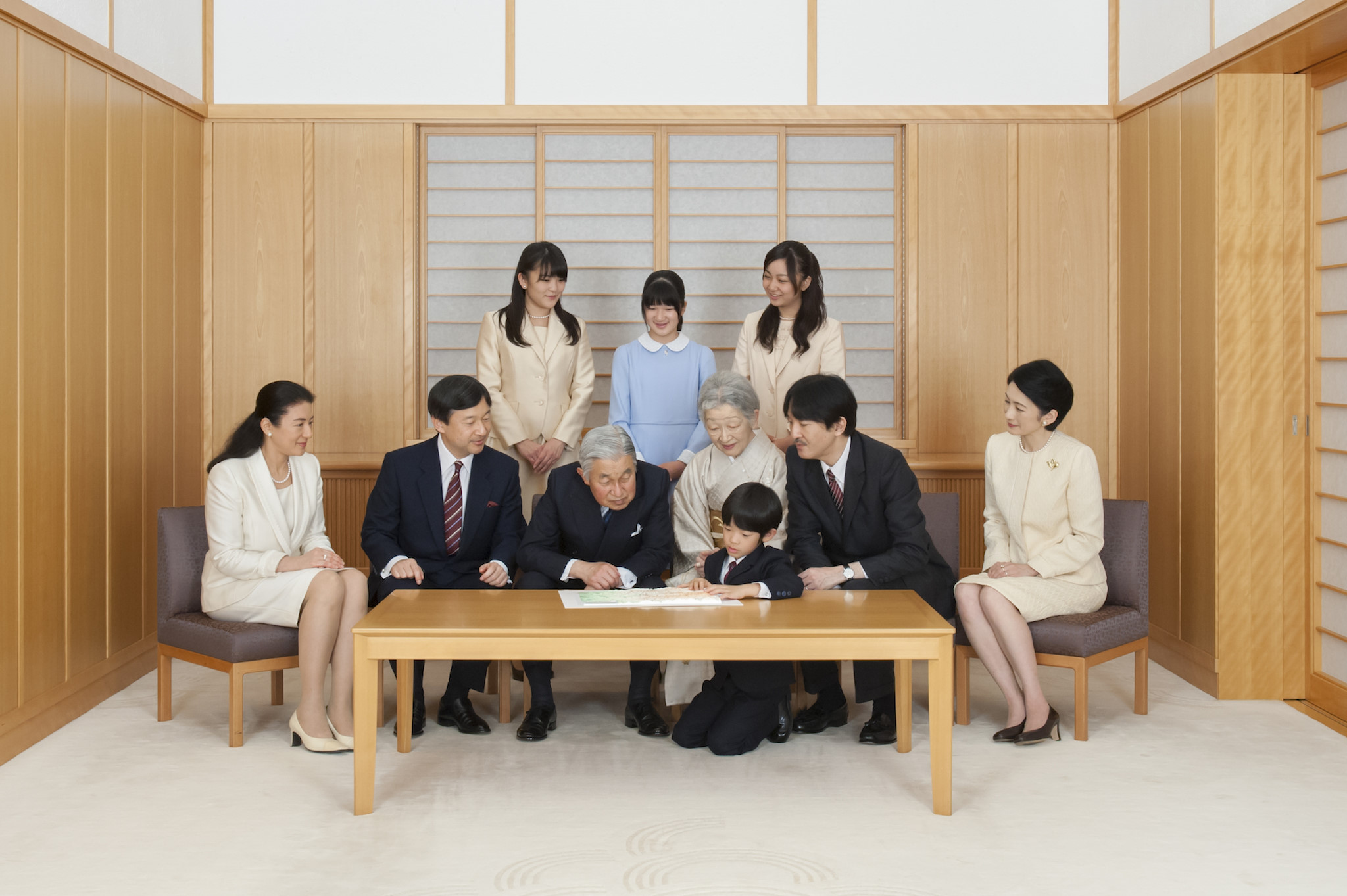
아키히토 부부 일가의 모습 (2013년 11월)

| 상황 | 사진 | 이름          | 출생                   | 사망 | 비고                                              |
| 상황 |      | 아키히토 明仁 | 1933년 12월 23일(91세) | 생존 | - 제125대 천황 - 1959년 4월 10일 결혼 (66년 17일) |

| -    | 사진 | 이름                                        | 출생                   | 사망 | 기타                                               |
| ---- | ---- | ------------------------------------------- | ---------------------- | ---- | -------------------------------------------------- |
| 장남 |      | 나루히토 천황 徳仁                          | 1960년 2월 23일(65세)  | 생존 | - 제126대 천황 - 오와다 마사코와 결혼 - 자녀 : 1녀 |
| 차남 |      | 아키시노노미야 후미히토 친왕 秋篠宮文仁親王 | 1965년 11월 30일(59세) | 생존 | - 가와시마 기코와 결혼 - 자녀 : 1남 2녀            |
| 장녀 |      | 구로다 사야코 黒田清子                      | 1969년 4월 18일(56세)  | 생존 | - 구로다 요시키와 결혼 - 자녀 없음                 |

## 사진

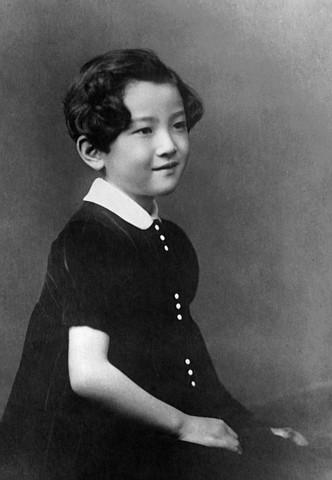
쇼다 미치코 (1940년)
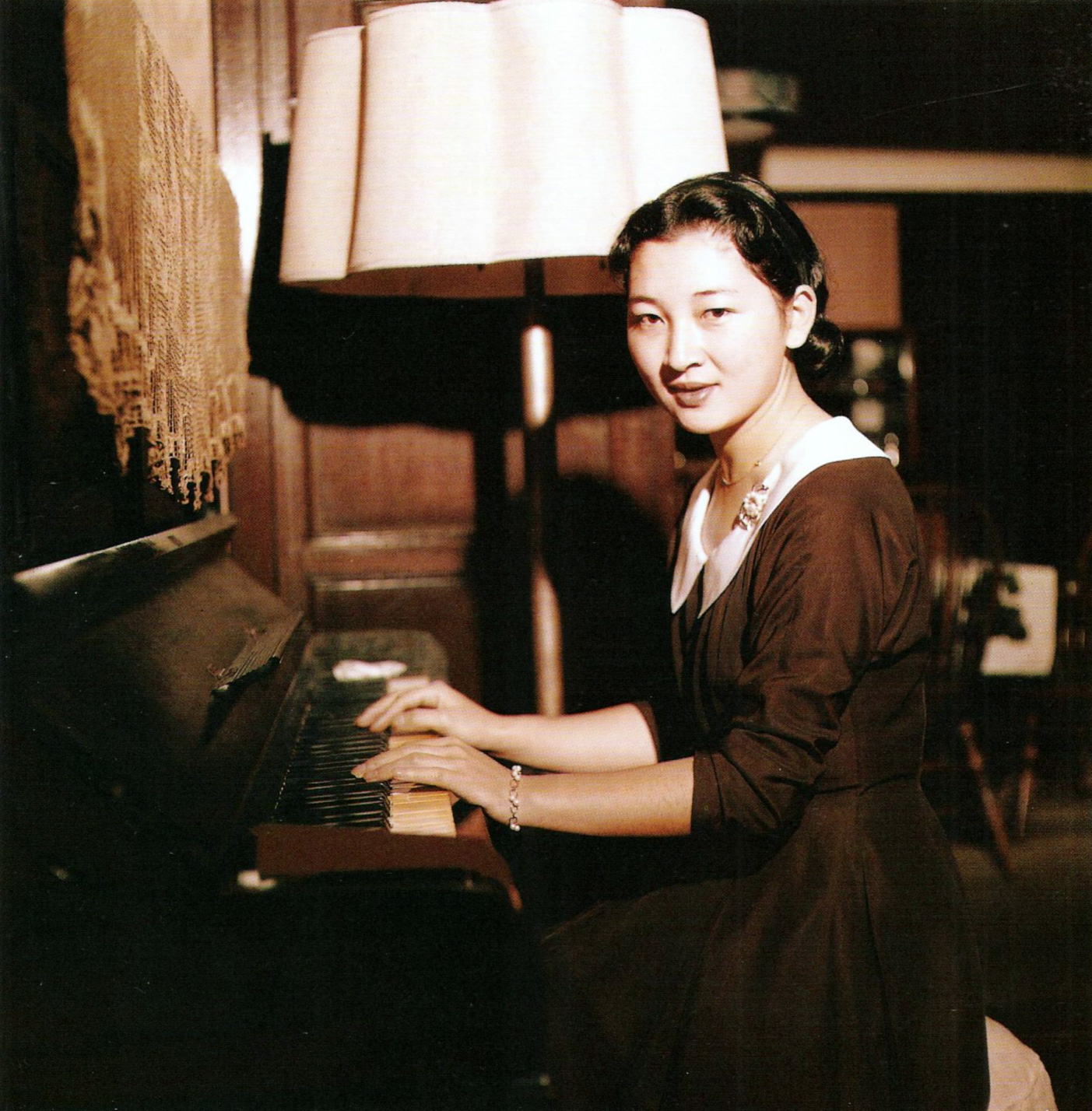
피아노를 연주하고 있는 쇼다 미치코 (1958년)
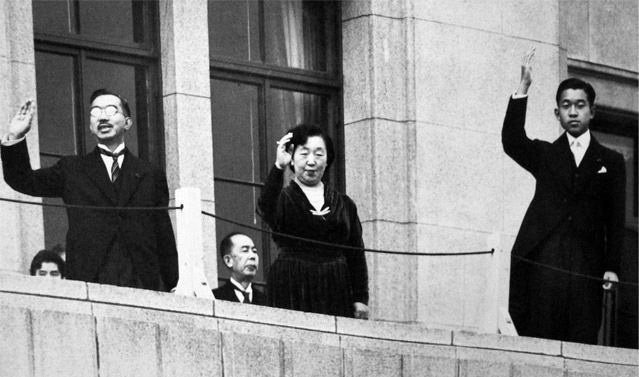
히로히토 천황과 고준 황후, 아키히토 황태자, 미치코 황태자비 (1959년 4월)
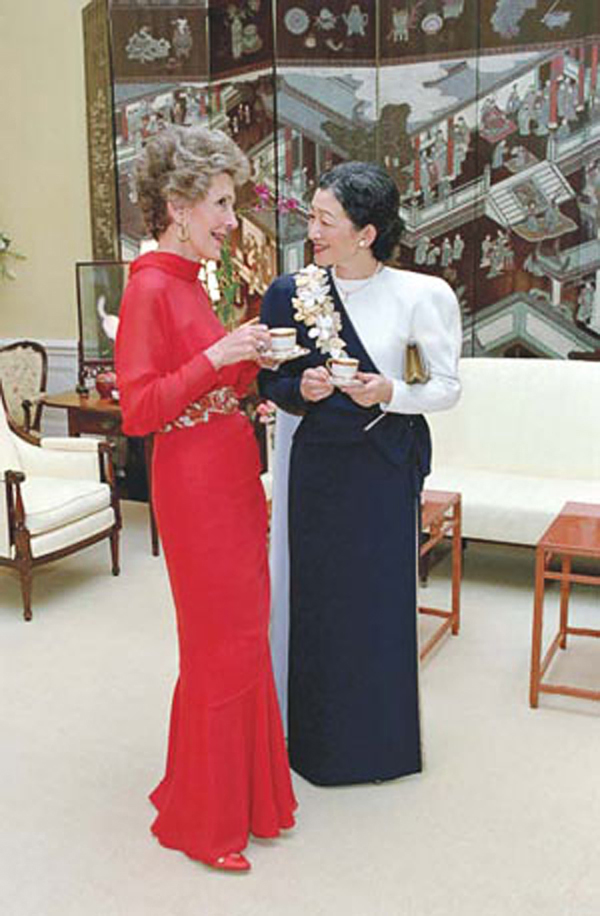
미치코 황태자비와 낸시 레이건 (1987년)
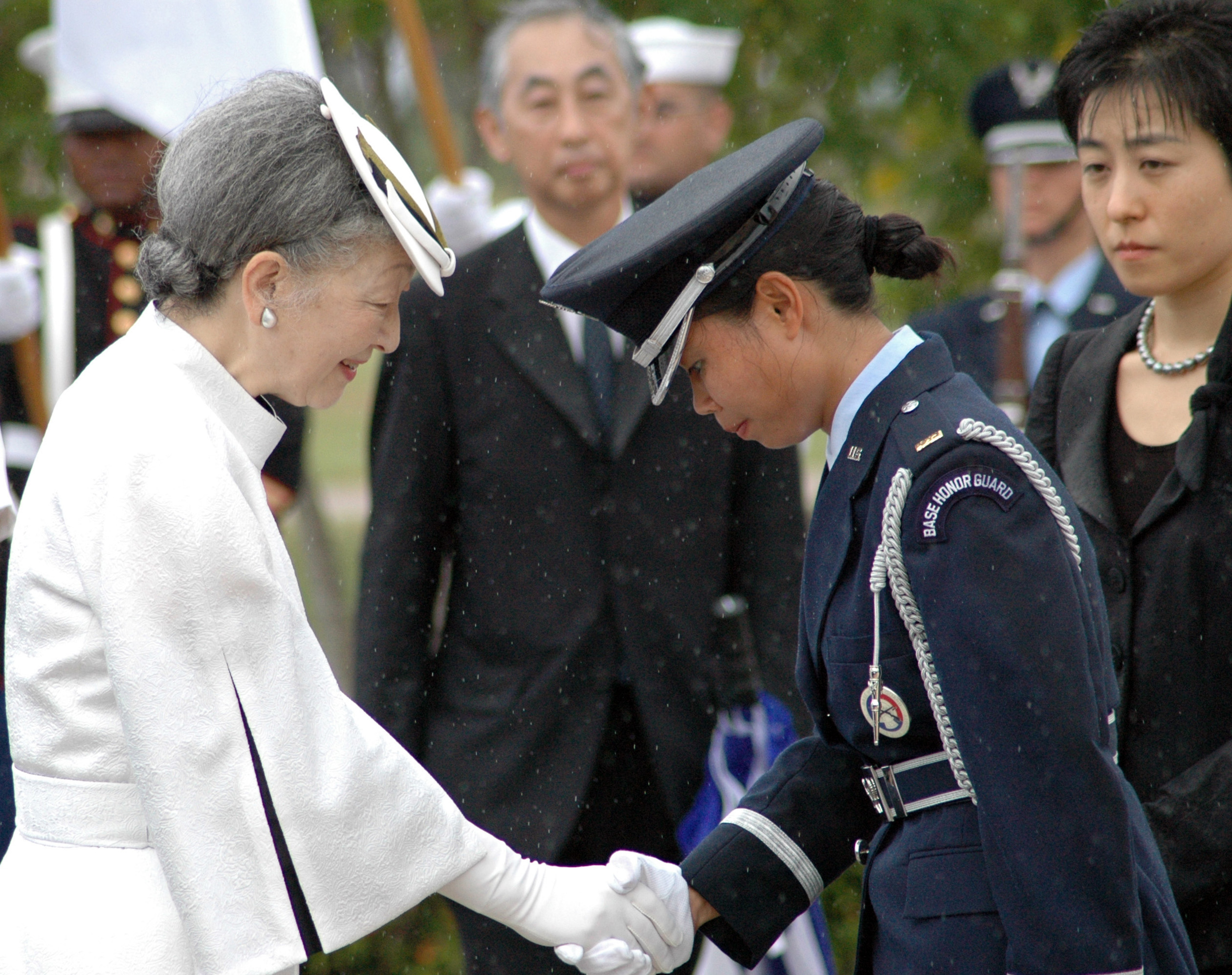
사이판 섬을 방문한 미치코 황후 (2005년)
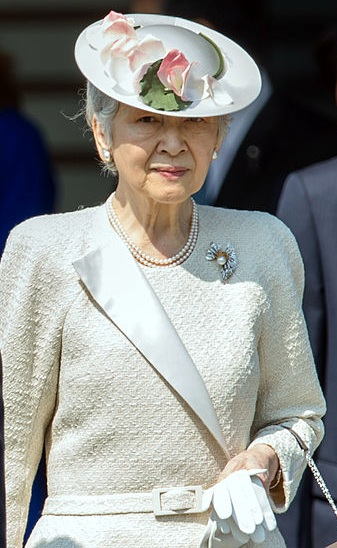
미치코 황후의 2014년 모습